# Nive Nielsen

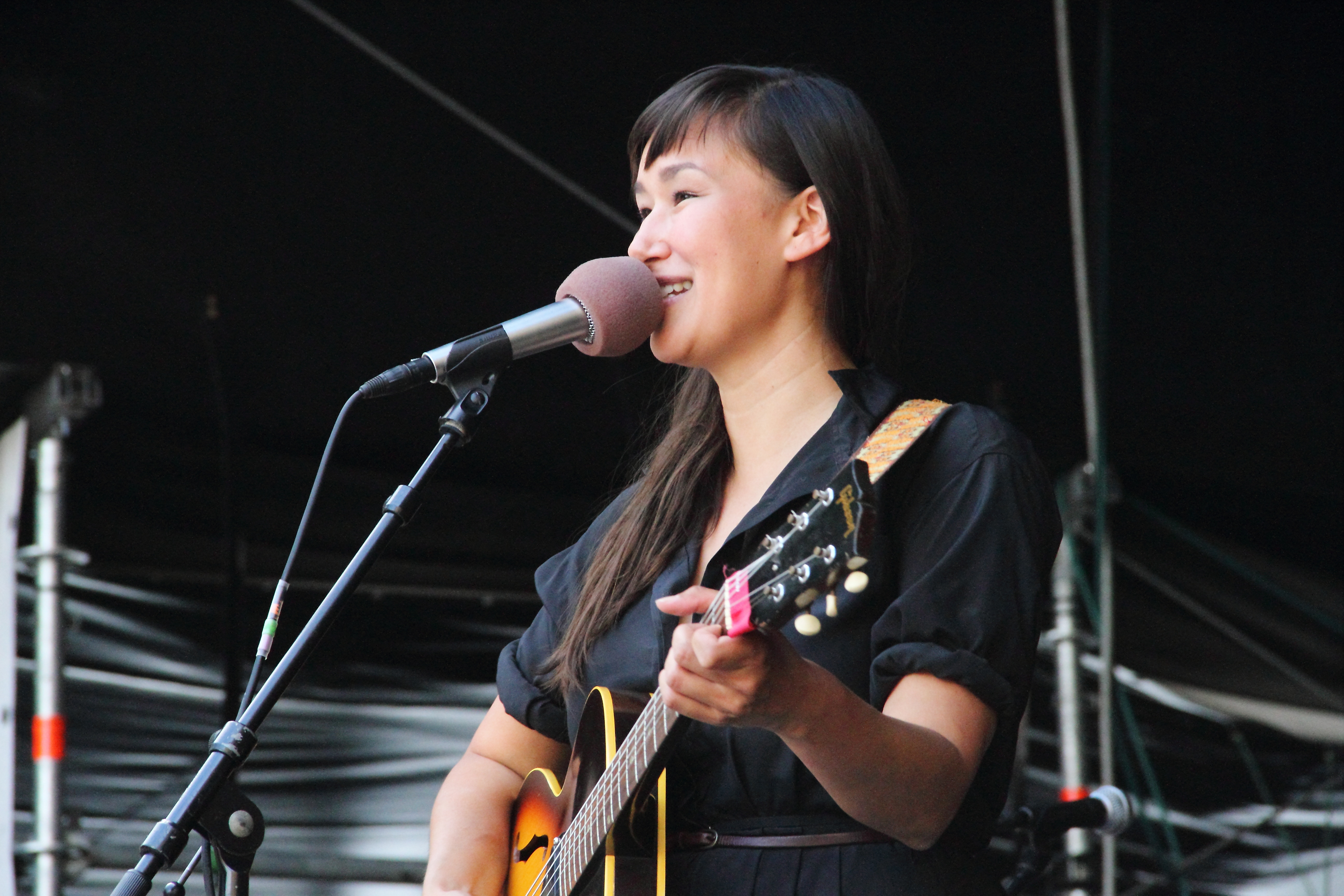
Nive Nielsen (2016)

Nive Nielsen (* 1979 in Nuuk) ist eine grönländische Singer-Songwriterin und Schauspielerin. Sie tritt zusammen mit ihrer Band als Nive and the Deer Children auf. Als Schauspielerin trat sie in der Fernsehserie The Terror in Erscheinung. 

## Leben
Während des Studiums an der Universität von Ottawa begann Nive Nielsen mit dem Musizieren.
Ihr erstes Album als Sängerin und Liedschreiberin von Nive Nielsen & the Deer Children erschien zuerst im Jahr 2009 unter dem Titel Nive Sings! bei ihrem Eigenlabel Tuttu Recordings und im Jahr 2012 bei Glitterhouse Records. Produziert wurde das Album unter anderem von John Parish und enthielt Beiträge von Parish, Howe Gelb, Ralph Carney und weiteren Musikern. Die Musik darauf wurde dem Folk-Pop oder auch Indie- und Neofolk zugeordnet. Gemäß Amelie Köpl in ihrer Rezension auf Laut.de hinterlasse das Album einen „eher besinnlichen und düsteren ersten Eindruck“, sei aber auch „träumerisch und verspielt“. Walter Sehrer im Eclipsed erinnerte Nielsens Stimme an Suzanne Vega und bisweilen an Billie Holiday.
Das zweite Album wurde 2015 unter dem Titel Feet First wiederum bei Glitterhouse veröffentlicht. Es entstand in einem Zeitraum von drei Jahren an verschiedenen Orten und beinhaltete wiederum Beiträge von Gastmusikern. Sven Niechziol vom Musikexpress hörte aus dem Album „hier ein bisschen (schräger) Jazz, dort Vaudeville und Kammermusik, wobei die Pfeiler Indie-Pop, Country und Folk nie fehlen“.
Als Schauspielerin hatte Nive Nielsen im Jahr 2005 eine kleine Rolle im Film The New World von Terrence Malick. In der 2018 ausgestrahlten AMC-Serie The Terror spielt sie die Rolle der Netsilik-Frau Lady Silence.

## Diskografie
- 2009: Nive Sings!
- 2015: Feet First

## Filmografie
- 2005: The New World
- 2018: The Terror (Fernsehserie)
- 2019: Togo
- 2020: The North Water (Fernsehserie, 2 Folgen)